# New-britainboeboekuil
De new-britainboeboekuil (Ninox odiosa) is een vogel uit de familie Strigidae (Echte uilen). De vogel werd in 1877 door de Britse dierkundige Philip Lutley Sclater.

## Verspreiding en leefgebied
Deze soort is endemisch op Nieuw-Brittannië in de Bismarck-archipel, een groep eilanden ten noordoosten van en behorend tot Papoea-Nieuw-Guinea.

## Status
De grootte van de populatie wordt geschat op 10-20 duizend volwassen vogels. Op de Rode lijst van de IUCN heeft deze soort de status kwetsbaar.